# Дацио
Да́цио (итал. Dazio) — коммуна в Италии, в провинции Сондрио области Ломбардия.
Население составляет 347 человек (2008 г.), плотность населения составляет 116 чел./км². Занимает площадь 3 км². Почтовый индекс — 23010. Телефонный код — 0342.
Покровителем коммуны почитается святой Провин из Комо, празднование 8 марта.

## Демография
Динамика населения:

## Администрация коммуны
- Официальный сайт: